# Crésantignes
Crésantignes ist eine französische Gemeinde mit 310 Einwohnern (Stand 1. Januar 2022) im Département Aube in der Region Grand Est (vor 2016 Champagne-Ardenne). Sie gehört zum Arrondissement Troyes und zum Kanton Les Riceys. Die Einwohner werden Créteignats genannt.

## Geographie
Crésantignes liegt etwa 17 Kilometer südsüdwestlich von Troyes. Hier entspringt das Flüsschen Mogne und entwässert zum Hozain. Umgeben wird Crésantignes von den Nachbargemeinden Machy im Norden und Osten, Jeugny im Südosten, Fays-la-Chapelle im Süden sowie Saint-Phal im Süden und Westen.

## Bevölkerungsentwicklung
| Jahr                       | 1962 | 1968 | 1975 | 1982 | 1990 | 1999 | 2006 | 2011 | 2019 |
| Einwohner                  | 248  | 208  | 202  | 256  | 277  | 269  | 276  | 297  | 316  |
| Quellen: Cassini und INSEE |      |      |      |      |      |      |      |      |      |

## Sehenswürdigkeiten
- Kirche Saint-Sébastien aus dem 16. Jahrhundert
- Museum Le Passé Simple

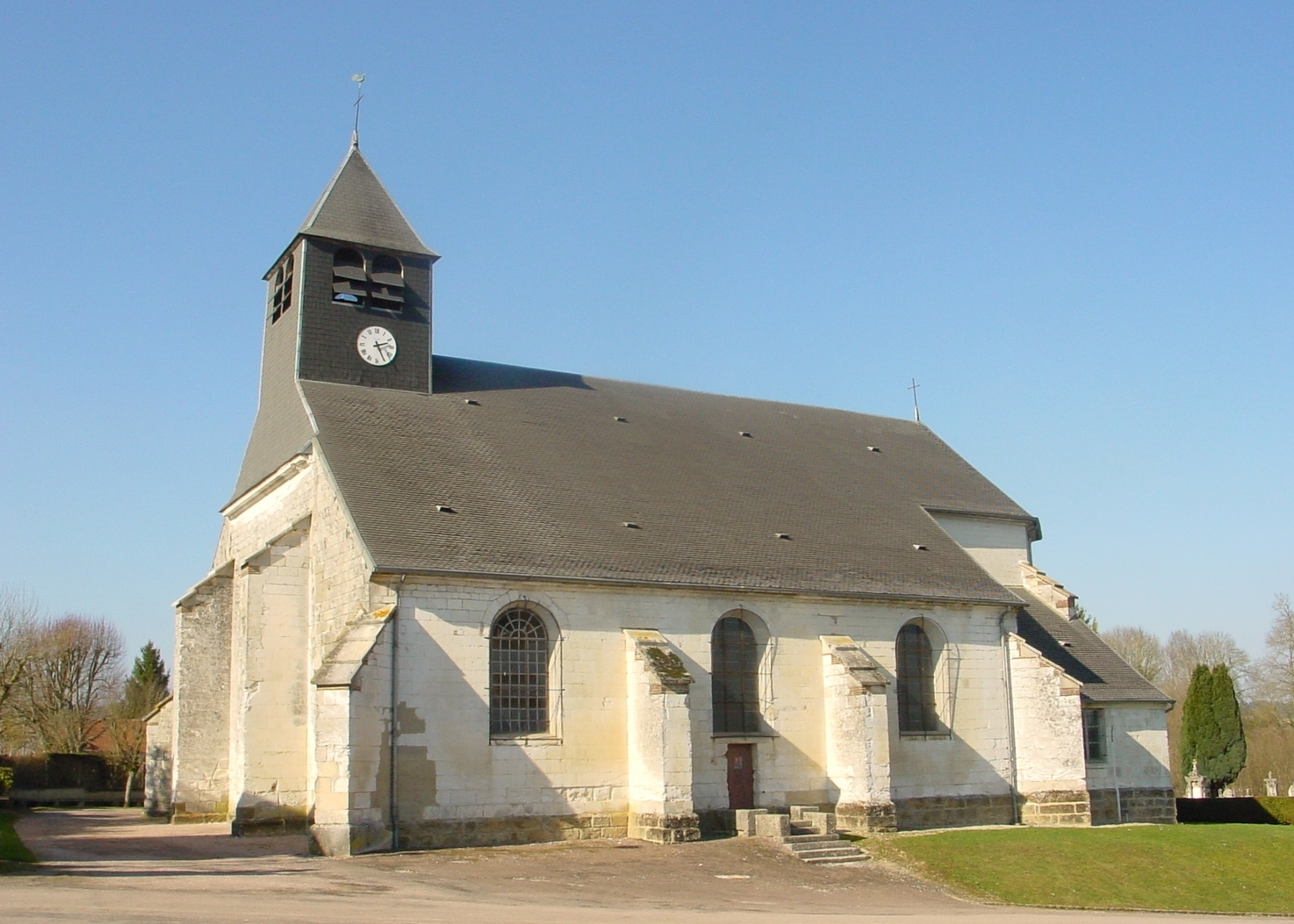
Kirche Saint-Sébastien
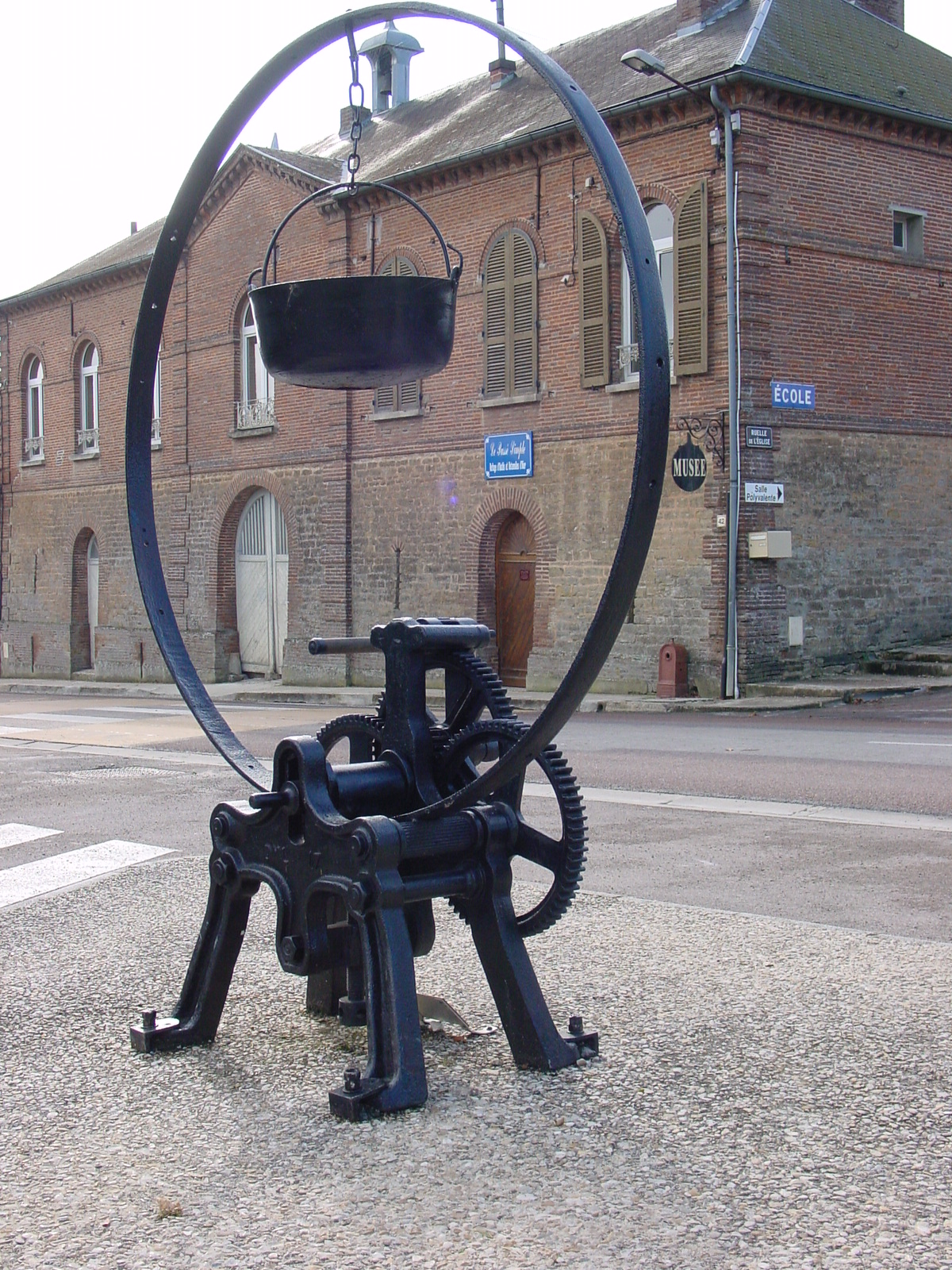
Museum Le Passé Simple